# میلی آفیتال
میلی آفیتال (عبری: מילי אביטל‎؛ زادهٔ ۳۰ مارس ۱۹۷۲) بازیگر اسرائیلی-آمریکایی است.
از فیلم‌ها یا برنامه‌های تلویزیونی که وی در آن نقش داشته‌است، می‌توان به استارگیت، پایان خشونت، مرد مرده، پارک خیابان ۶۶۶، عروسی لهستانی، حیوانات و ننگ بشری اشاره کرد.